# Poa chapmaniana
Poa chapmaniana là một loài cỏ trong họ hòa thảo, thuộc chi poa.